# 鎌ケ谷市汚職事件
鎌ケ谷市汚職事件（かまがやしおしょくじけん）とは、千葉県鎌ケ谷市で1999年に発生した、公共施設の建設工事をめぐる汚職事件。

## 概要
1999年12月27日、鎌ケ谷市軽井沢のレクリエーション施設「さわやかプラザ軽井沢」の建設工事における指名競争入札で、鎌ケ谷市助役は井上裕参議院議員の政策秘書の依頼を受け、熊谷組が落札できるようにするため、入札前に熊谷組とその意向に沿う6社を推薦させるなどの受注工作を行った。これと併せて政策秘書は鎌ケ谷市助役から入札情報を聞き出して熊谷組が落札できるように画策し公正な入札を妨害した。
熊谷組が落札した後、政策秘書は受注工作の見返りとして熊谷組下請の建設会社社長から6,400万円の裏金を受け取り、これを受けて鎌ケ谷市助役と皆川圭一郎鎌ケ谷市長は、熊谷組が落札した謝礼として、井上参議院議員の私設秘書経由で1,000万円の賄賂を受け取った。
この事件の責任を取る形で、井上は2002年4月22日に参議院議長を辞任し、5月8日に参議院議員も辞職した。
なお、「さわやかプラザ軽井沢」とは、柏市・白井市・鎌ケ谷市の3市が組織する一部事務組合「柏・白井・鎌ケ谷環境衛生組合」が運営する施設で、清掃工場の余熱を利用した温水プールや公衆浴場にトレーニングルームを併設した施設である。3市の市境に近い市北東部の軽井沢に位置し、新鎌ケ谷駅および西白井駅から徒歩約40 - 50分と鉄道駅から遠いため、新鎌ケ谷駅からは鎌ケ谷市コミュニティバス「ききょう号」東線、西白井駅からは白井市コミュニティバス「ナッシー号」西線が乗り入れる。

## 捜査
2002年5月2日、千葉地検は鎌ケ谷市助役ら6人の逮捕と併せて井上事務所と鎌ケ谷市役所を捜索、環境保全課のファイルなど関係資料を押収した。また、6,400万円の裏金のうち、3,000万円が発注側の幹部や政界関係者7人に渡されていた疑いが出てきたため、千葉地検特別刑事部は入札予定価格を聞き出すための工作資金の可能性もあると見て鎌ケ谷市助役と井上参議院議員の元政策秘書らを追及した。
2002年5月22日、千葉地検は逮捕した井上参議院議員の元政策秘書らを競売入札妨害罪で起訴した。また、千葉地検は6400万円の裏金のうち1000万円が皆川に賄賂として渡ったとの供述を元私設秘書から得たため、皆川に対する贈収賄容疑での立件に向けて捜査を本格化した。
2002年5月30日、千葉地検は皆川を収賄容疑で逮捕した。逮捕後の取り調べに対し皆川は受け取った1,000万円の賄賂を知人に渡したり、飲食代として使用したと供述した。併せて贈賄容疑で井上参議院議員の元政策秘書と建設会社元社長ら数人を再逮捕した。
2002年6月19日、千葉地検は皆川を受託収賄罪で起訴した。起訴後、皆川の辞職に伴う出直し市長選挙が行われ、民主党・旧自由党・社民党の推薦を受けて立候補した清水聖士が当選した。

## 刑事裁判

### 不動産会社社長の裁判
2002年7月11日、一連の事件に絡み、皆川に依頼されて虚偽の証拠を千葉地検に提出したとして、証拠隠滅罪に問われた不動産会社社長の初公判が千葉地裁（金谷暁裁判官）で開かれ、罪状認否で起訴事実を認めた。検察側は「親密な間柄の市長の罪を免れさせるために、捜査妨害に及んだ大胆かつ悪質な犯行だ」として懲役1年を求刑した。弁護側は「刑事責任は免れないが、純粋な友情に基づくドジな犯行」と情状酌量を求め、即日結審した。
2002年7月24日、千葉地裁（金谷暁裁判官）で判決公判が開かれ、裁判官は「親しい友人の苦境を救おうとしたとはいえ、嫌疑を否定するために物証を偽造するなど到底許されない」などとして、懲役1年、執行猶予3年の有罪判決を言い渡した。

### 建設会社元役員の裁判
2003年1月24日、千葉地裁（下山保男裁判長）で判決公判が開かれ、裁判長は「公共工事に対する国民の信頼を低下させた責任は重大」と指摘した上で「罪を認め、反省している。犯行への関与も積極的でなく、社長の指示によるところが大きかった」として建設会社元役員に懲役10月、執行猶予3年（求刑：懲役1年）の有罪判決を言い渡した。

### 鎌ケ谷市元助役ら4人の裁判
2002年8月16日、千葉地裁（下山保男裁判長）で初公判が開かれ、罪状認否で井上参議院議員の元政策秘書と元私設秘書、建設会社元社長の3人は起訴事実を全面的に認めたが、元助役は起訴事実を全面否認、無罪を主張した。
2003年2月7日、千葉地裁（下山保男裁判長）で建設会社元社長に対する判決公判が開かれ、裁判長は「鎌ケ谷市政のトップに立つ者らに賄賂を供してその廉潔性を害した」として懲役2年6月、執行猶予4年（求刑：懲役2年6月）の有罪判決を言い渡した。
2003年3月7日、千葉地裁（下山保男裁判長）で井上参議院議員の元私設秘書に対する判決公判が開かれ、裁判長は「自己の利益のためにはいかなる不正な手段をも辞さないという身勝手で自己中心的な犯行」として元私設秘書に懲役2年6月、執行猶予4年（求刑：懲役2年6月）の有罪判決を言い渡した。
2003年3月14日、千葉地裁（下山保男裁判長）で井上参議院議員の元政策秘書に対する判決公判が開かれ、裁判長は「公共工事の競争入札制度に対する国民の信頼を失墜させた」として元政策秘書に懲役2年6月、執行猶予5年（求刑：懲役2年6月）の有罪判決を言い渡した。
2003年5月23日、元助役に対する論告求刑公判が開かれ、検察側は「公益に対する侵害は重大。犯行後、証拠隠滅工作を行い、反省は全く見られない」として元助役に懲役3年6月、追徴金1000万円を求刑した。
2003年6月27日、元助役に対する公判の最終弁論が開かれ、弁護側は「被告は元政策秘書に工事の請負設計金額を教示していないし、元私設秘書から1千万円を自分のものとして収受していない。元私設秘書から受け取った業者のメンバー表を第三者に渡したが、入札の公正を害する危険性もない」として改めて無罪を主張、元助役の裁判が結審した。
2003年10月31日、千葉地裁（下山保男裁判長）で元助役に対する判決公判が開かれ、元助役に懲役2年、追徴金1000万円の実刑判決を言い渡した。元助役は判決を不服として即日控訴した。
2004年9月2日、東京高裁（安廣文夫裁判長）は「贈賄側の供述は信用できる」として一審・千葉地裁の判決を支持、元助役の控訴を棄却した。元助役は判決を不服として即日上告した。
2005年2月15日、最高裁第一小法廷（才口千晴裁判長）は上告を棄却する決定をしたため、元助役に対する懲役2年、追徴金1000万円の判決が確定した。

### 皆川圭一郎前鎌ケ谷市長の裁判
2002年8月21日、千葉地裁（下山保男裁判長）で皆川に対する初公判が開かれ、罪状認否で皆川は「請託を受けた事実はなく、わいろも受け取っていない。現金は、井上事務所から届け物として二百万円程度受け取っただけ」と述べて起訴事実を全面否認、無罪を主張した。
2003年7月11日、論告求刑公判が開かれ、検察側は「市長の地位を利用した私欲目的の犯行態様は悪質で、行政を私物化したに等しい。犯行後も証拠隠滅工作を行い、反省も見られない」とした上で皆川に懲役3年6月、追徴金1000万円を求刑した。
2003年8月15日、最終弁論が開かれ、弁護側は「請託を承諾したことも、わいろを受け取った事実もない」と改めて無罪を主張、裁判が結審した。
2003年11月7日、千葉地裁（下山保男裁判長）で判決公判が開かれ、裁判長は「市政のトップに立つ身でありながら、わいろを受け取って行政に対する不信感を増大させた」として皆川に懲役2年、追徴金1000万円の実刑判決を言い渡した。皆川は判決を不服として即日控訴した。
2004年9月2日、東京高裁（安廣文夫裁判長）は「便宜供与の依頼や金の受け渡しに関する贈賄側の供述は具体的で信用できる」とした上で皆川について「市民の信頼をないがしろにする犯行を敢行したうえ、不合理な弁解に終始し、刑事責任は重い」と指摘し皆川の控訴を棄却した。皆川は判決を不服として即日上告した。
2005年1月27日、最高裁第一小法廷（才口千晴裁判長）は上告を棄却する決定をしたため、皆川に対する懲役2年、追徴金1000万円の判決が確定した。

## 民事訴訟
2007年8月29日、千葉県市町村総合事務組合が元助役に退職手当3722万円の返納を求める民事訴訟を千葉地裁松戸支部に提訴したことが分かった。訴訟にあたって、元助役の判決確定後に退職手当の返納命令を行ったが、元助役は応じなかったため、事務組合は「督促しても返納する意思が見られないので、資産状況を確認するためにも裁判に踏み切った」として提訴に至った。
2007年10月11日、千葉地裁松戸支部（岡本岳裁判官）は事務組合側の主張を認め、元助役に退職手当3722万円の返納を命じる判決を言い渡した。